# Aha!
Pour les articles homonymes, voir Aha.
Pour plus de détails, voir Fiche technique et Distribution.
Aha! (en bengali : আহা!) est un film bangladais de 2007, réalisé par Enamul Karim Nirjhar (en). C'est un polar et le premier film réalisé par Nirjhar. Il a été récompensé par le National Film Award de la meilleure réalisation (Best Direction) en 2007,.

## Synopsis
M. Mallik vit dans une vieille maison de famille dans le vieux quartier de Dacca, capitale du Bangladesh. Des promoteurs lui offrent un bon prix pour la maison s'il part vivre dans un appartement, mais il hésite devant l'offre. À ce moment, sa fille Ruba revient des États-Unis, fuyant son mari qui la maltraitait ; elle amène avec elle son petit garçon âgé de six ans. Elle est défavorable au déménagement, mais il est trop tard. Ruba va de maison en maison, et des souvenirs lui reviennent en revoyant la vieille maison. Elle fait alors la connaissance d'un voisin, Kislu, qui fait sécher ses sous-vêtements sur le balcon d'à côté et possède des sous-vêtements de couleur différente pour chaque jour de la semaine. Ruba et Kislu deviennent proches et finissent par sortir ensemble. Pendant ce temps, Stranger Soleman, coupable d'un meurtre dans une vie antérieure, travaille comme garde du corps pour M. Mallik. Quand Mallik apprend que Ruba et Kislu sortent ensemble, il décide de mettre fin à leur relation. Kislu est assassiné...

## Fiche technique
- Titre : Aha!
- Titre original : আহা!
- Réalisation : Enamul Karim Nirjhar
- Scénario : Enamul Karim Nirjhar
- Musique : Debojyoti Mishra
- Photographie : Saiful Islam Badal
- Montage : Arghakamal Mitra
- Société de production : Impress Telefilm
- Pays :  Bangladesh
- Genre : Drame et romance
- Durée : 128 minutes
- Dates de sortie : 
  -  Bangladesh : 14 octobre 2007

## Distribution
- Sathi Yasmin : Ruba
- Humayun Faridi : Kishlu
- Tarik Anam Khan : M. Mallik
- Ferdous Ahmed : Asif
- Khaled Khan : Khadem, l'ami de Kishlu
- Progya Laboni : Mina Khala
- Fazlur Rahman Babu : Suleman
- Gazi Rakayet : Kanchan Bhai
- Shahidul Alam Sachchu : Rafiq

## Distinctions
Aha! a été primé quatre fois aux National Film Awards 2007 :
- Meilleur réalisateur (Best Director) : Enamul Karim Nirjhar
- Meilleure chanteuse (Best Female Singer) : Fahmida Nabi
- Best Cinematography) : Saiful Islam Badal
- Best Editing : Arghakamal Mitra

Aha! a été présenté aux festivals du Caire, de Dubaï et de Dublin. Il a également été nommé dans la catégorie Meilleur film en langue étrangère lors de la 81e cérémonie des Oscars.